# Federico de Nassau-Weilburg
Federico de Nassau-Weilburg (nacido el 16 de abril de Jul. / 26 de abril de 1640 greg. En Metz ; † decimonono de septiembre de 1675 en Weilburg ) era conde de Nassau-Weilburg  y general imperial

## Biografía
Friedrich (de la línea Walram de la casa Nassau ) nació el 26 de abril de 1640 en Metz. Era el hijo del conde Ernst Casimir de Nassau-Weilburg (1607-1655) y su esposa Anna Maria de Sayn-Wittgenstein-Hachenburg (1610-1656).
Como su familia huyó a Metz antes de la Guerra de los Treinta Años , también pasó sus primeros años allí. Después de la guerra, la familia regresó a un país en ruinas que Frederick heredó en 1655. Primero, estaba bajo la tutela de su tío Johann von Nassau-Idstein . Con su matrimonio en 1663 también se convirtió en regente del país.
Desde 1672, el país estaba de vuelta en la guerra cuando 1675 el conde murió de un accidente de equitación. La tutela de los niños hizo que el conde Johann Ludwig von Nassau-Ottweiler .

## Familia
Friedrich se casó el 26 de mayo de 1663 con Christiane Elisabeth de Sayn-Wittgenstein-Homburg (1646-1678). Ella era la hija del conde Ernst von Sayn-Wittgenstein-Homburg (1599-1649). La pareja tuvo los siguientes tres hijos:
- Juan Ernesto de Nassau-Weilburg (nacido el 13 de junio de 1664, † 27 de febrero de 1719) ⚭ 1683 Condesa Marie Polyxena de Leiningen -Hartenburg (1662-1725)
- Federico Guillermo Luis de Nassau-Weilburg (nacido el 21 de agosto de 1665, † 14 de agosto de 1684); caído frente a la estufa
- Marie Christiane (nacida el 6 de noviembre de 1666, † 18 de diciembre de 1734)

Henri von Nassau , actuando como Gran Duque de Luxemburgo desde 2000, es el ocho veces bisnieto de Friedrich von Nassau-Weilburg.
| Predecesor: Ernesto Casimiro | Conde de Nassau-Weilburg 1675-1688 | Sucesor: Juan Ernesto de Nassau-Weilburg |

- Datos: Q509051